# Descanso (Santa Catarina)
Descanso es un municipio brasileño del estado de Santa Catarina. Tiene una población estimada al 2022 de 8 530 habitantes. Pertenece a la Región metropolitana del Extremo Oeste.
Con una economía basada en la agricultura, antes de su emancipación era llamada Nova Polônia o Vila Polonesa.

## Toponimia
Su nombre proviene del paso por la localidad de la Columna Prestes, que descansó en el lugar a orillas del Río Macaco Branco.

## Historia
Adoptó el nombre de Descanso en 1925. Las primeras familias polacas se asentaron en 1935 desde Guaporé, Río Grande del Sur. En 1953 pasó a ser distrito de Mondaí y se emnacipó como municipio el 16 de diciembre de 1956.